# Château du Roi Jean
Le château du Roi Jean (en anglais King John’s Castle, aussi appelé Limerick Castle, château de Limerick) est un château-fort édifié sur King’s Island, une île située sur le fleuve Shannon dans le quartier médiéval de la ville de Limerick, au sud ouest de l’Irlande.
Il fut construit au début du XIIIe siècle sous les ordres du roi d'Angleterre Jean sans Terre.

## Histoire

### Les origines
Le château du Roi Jean est bâti sur les fondations d’une forteresse viking construite en 922 par le chef viking Thormodr Helgason.

Tout au long du Xe siècle, les Irlandais menèrent des batailles contre les Vikings, le château changeant de main selon les victoires.
En 1172, les Anglo-normands arrivèrent, désirant s’approprier la ville de Limerick. Ils n’y sont parvenus qu’en 1195, sous le règne de Jean, roi d'Angleterre et seigneur d’Irlande. C’est lui qui ordonna la construction du château au début des années 1200, afin de défendre la frontière représentée par la rivière et le pont, situés entre les royaumes gaéliques à l’ouest et les royaumes normands à l’est et au sud. En effet, chaque partie du château avait été pensée stratégiquement afin de pouvoir se défendre contre les éventuels assaillants de la manière la plus sécurisée possible.

### Les sièges duXVIIesiècle

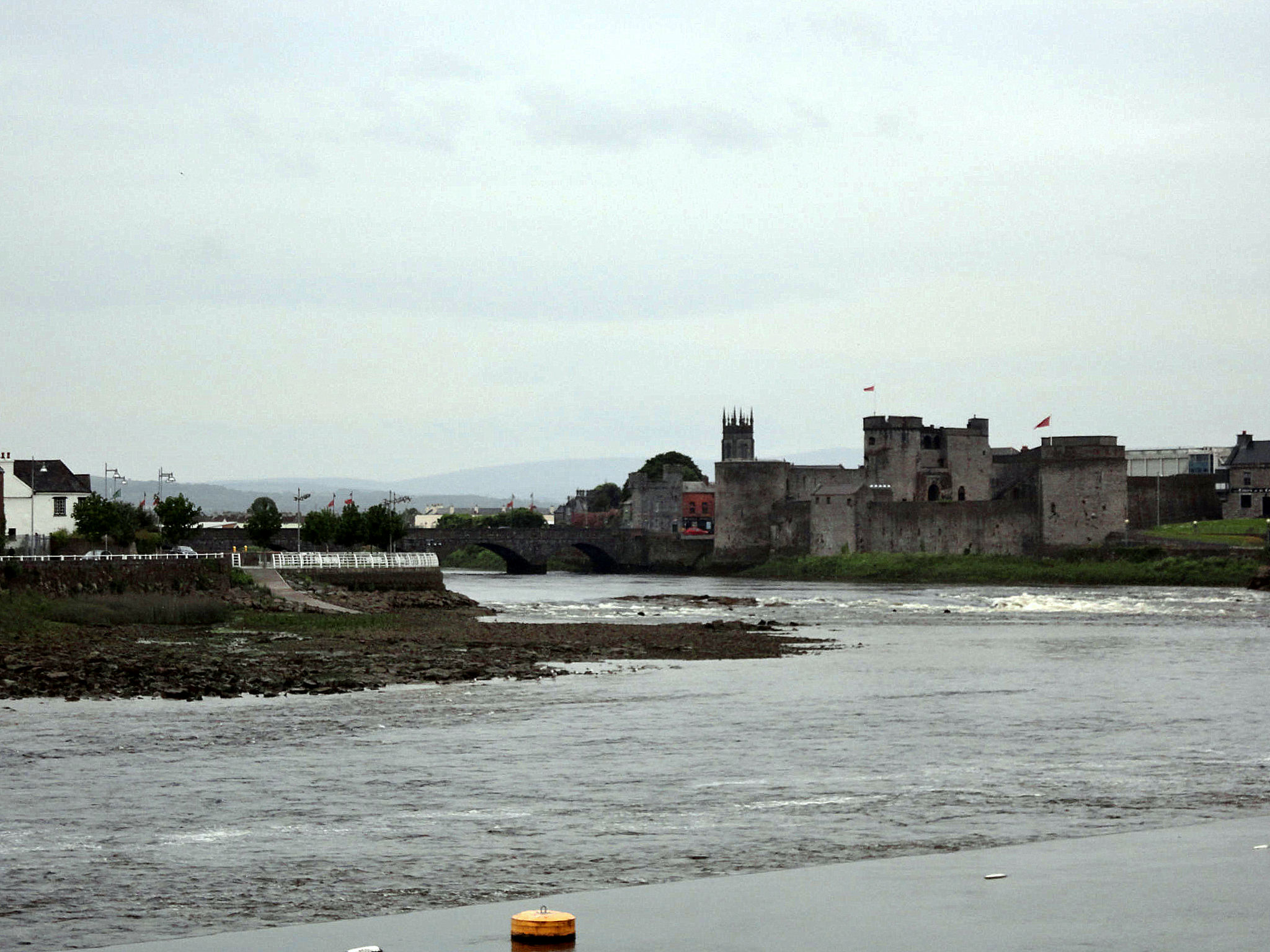
Château du Roi Jean, Limerick, juin 2012

Le château dut faire face à plusieurs batailles et affronter plusieurs sièges, dont cinq rien qu’au cours du XVIIe siècle. 
Les trois premiers eurent lieu pendant la Guerre de onze ans. En 1642, les troupes de la Confédération catholique irlandaise reprirent la citadelle du château du Roi Jean alors aux mains d’une garnison de protestants anglais qui voulaient fuir la rébellion irlandaise. En 1650, pendant la conquête cromwellienne de l'Irlande, Henry Ireton, sous les ordres d’Oliver Cromwell, attaqua la ville de Limerick. Cependant, il fut forcé d’abandonner le siège en octobre à cause des conditions météorologiques difficiles (fortes pluies et température glaciale avant  même le début de l’hiver). Le général Ireton revint en juin 1651 mieux armé et accompagné de 8 000 hommes. Le château était tout de même bien gardé et difficile à attaquer, c’est pourquoi il bloqua la ville et attendit quelques mois que la famine et la peste affectent une bonne partie de la population. Hugh Dubh O’Neill, commandant des défenseurs de la ville, se résigna et capitula.
Les quatrième et cinquième sièges se déroulèrent de façon rapprochée en 1690 et 1691, opposant les troupes jacobites françaises et irlandaises à l’armée du roi protestant Guillaume III d’Angleterre. La première année, les jacobites ont réussi à résister aux williamites, mais l’année suivante, lorsque les troupes de Guillaume III assaillirent le château, un officier français donna l’ordre de remonter le pont levis trop tôt et des soldats irlandais n’eurent pas le temps de se réfugier dans le château.  Après une bataille sanglante sur le pont de Thomond, les jacobites décidèrent de se rendre et de conclure une trêve qui mènera à la conclusion du Traité de Limerick.

### DuXVIIIesiècleà aujourd’hui
Un siècle plus tard, en 1791, une caserne militaire fut construite au sein du château où plus de 400 militaires de l’armée britannique vécurent jusqu’en 1922, et les tours furent réaménagées afin de pouvoir y placer des armes modernes.
En 1935, 22 maisons furent construites dans la cour du château afin d’installer un restaurant de style « taverne médiévale » ainsi que des boutiques artisanales pour les touristes. Ces maisons furent détruites en 1989.
En 1990, lors de fouilles archéologiques dont le but était de déterminer l’emplacement des murs-rideaux du château dans le passé, des éléments architecturaux défensifs ainsi que les vestiges d’un village aux caractéristiques pré-normandes ont été découverts. Des preuves du siège de 1642, comme des mines et des contre-mines, ont également été retrouvées.
Depuis, le château est une attraction touristique ouverte au public.

## Architecture
Ce château du XIIIe siècle, situé dans l’ « English Town », au cœur du quartier médiéval de Limerick, est un exemple de l’architecture anglo-normande fortifiée. 

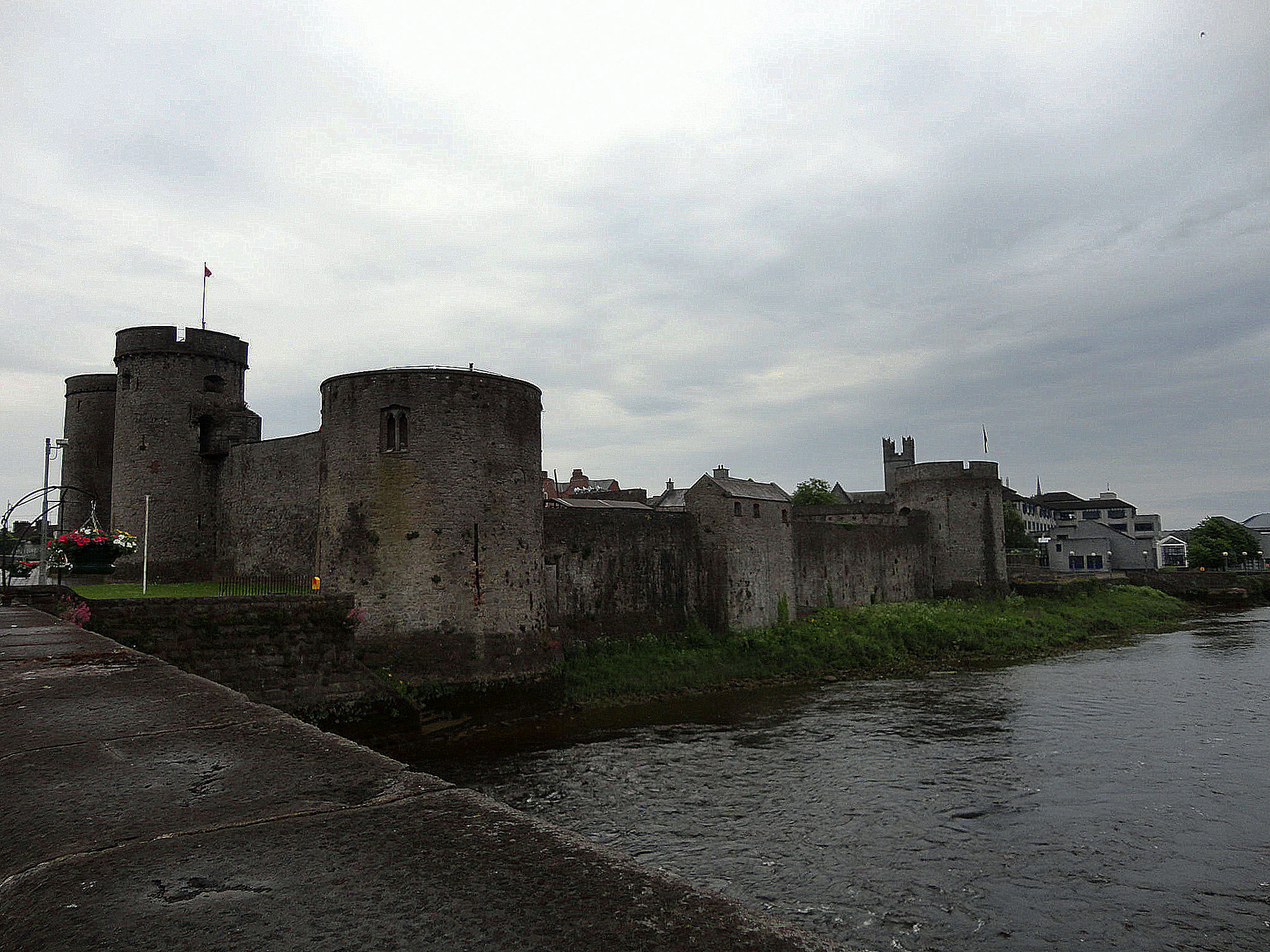
Château du Roi Jean, Limerick, juin 2012, vue depuis le pont de Thomond

Le château ne dispose pas de donjon, mais possède de grandes tours rondes qui renforcent la porte et les courtines et une haute muraille (qui était encore plus haute auparavant), pour empêcher l'utilisation des machines de siège médiévales. 
Ce château a cinq côtés constitués de murs entourant une cour rectangulaire. La partie inférieure des murs était courbée vers l’extérieur afin de dévier les projectiles lancés depuis les remparts. Quant aux tours d’angle, elles dépassaient de la muraille afin de permettre aux archers de viser les attaquants en tirs croisés.
On estime qu’à l’origine, le château du Roi Jean était entouré par des douves, et équipé d’un pont-levis partant de la porte d’entrée située entre les deux tours et rejoignant une barbacane.
Dans la tour nord-est du château était installé l’hôtel de la Monnaie. Au centre de la cour se trouvaient une salle de banquet, des cuisines, des tentes militaires et des écuries. Ces bâtiments situés à l’intérieur de la cour ont été détruits, mais les vestiges de la salle du XIIIe siècle sont toujours visibles.
À la suite des différentes batailles et nombreux sièges auxquels il a dû faire face au fil des siècles, dont notamment le siège de 1642 au cours duquel la muraille fut en partie détruite, ce château a été presque entièrement restauré. Au-dessus des sites de fouilles archéologiques a été construit un bâtiment moderne dédié aux visiteurs, présentant l’histoire du château ainsi que de la ville de Limerick à l’aide de diverses expositions.

## Tourisme

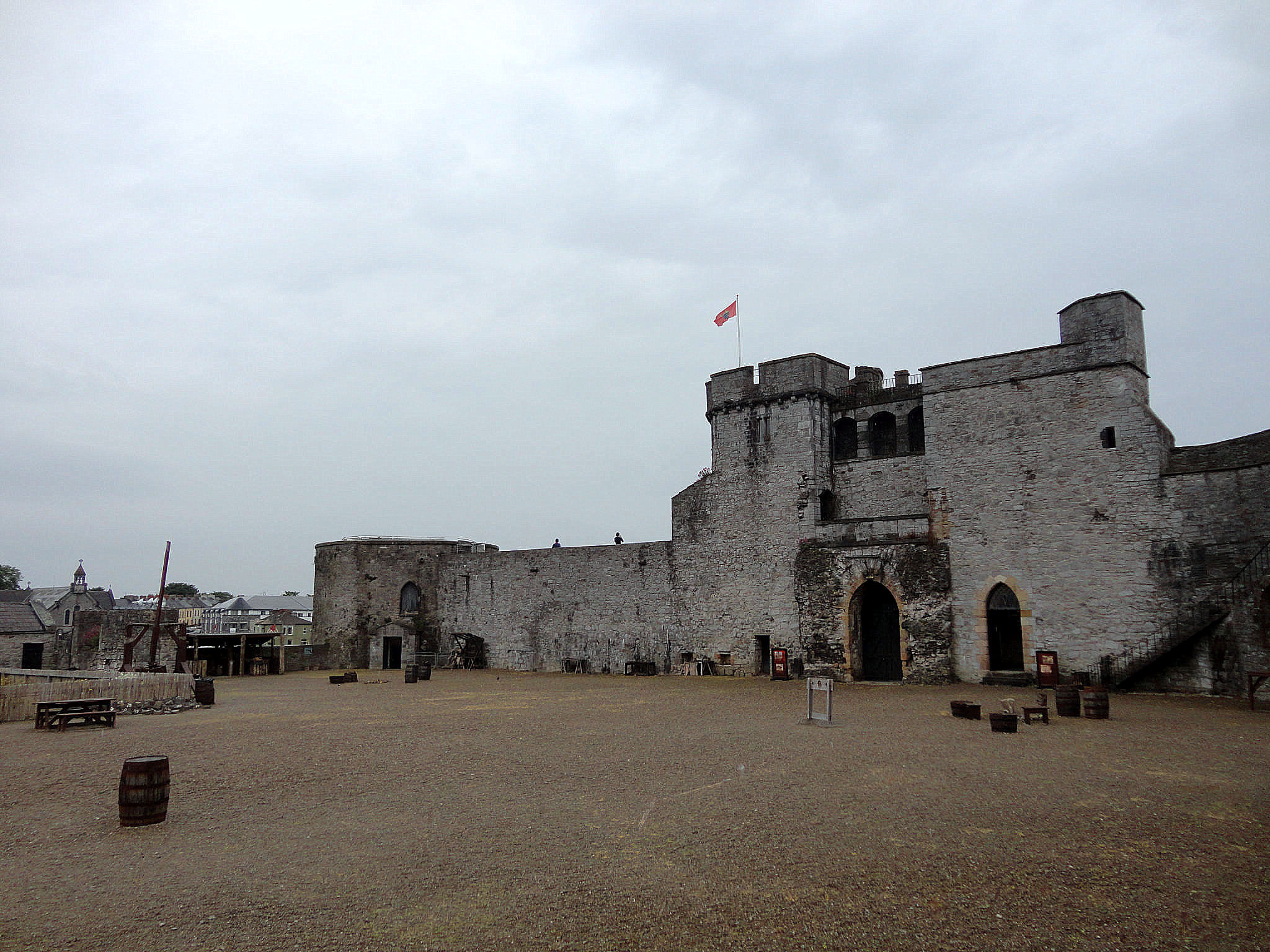
Château du Roi Jean, Limerick, juin 2012, cour du château

Le château du Roi Jean est l’un des monuments historiques et l’une des attractions touristiques majeures de la ville de Limerick. 

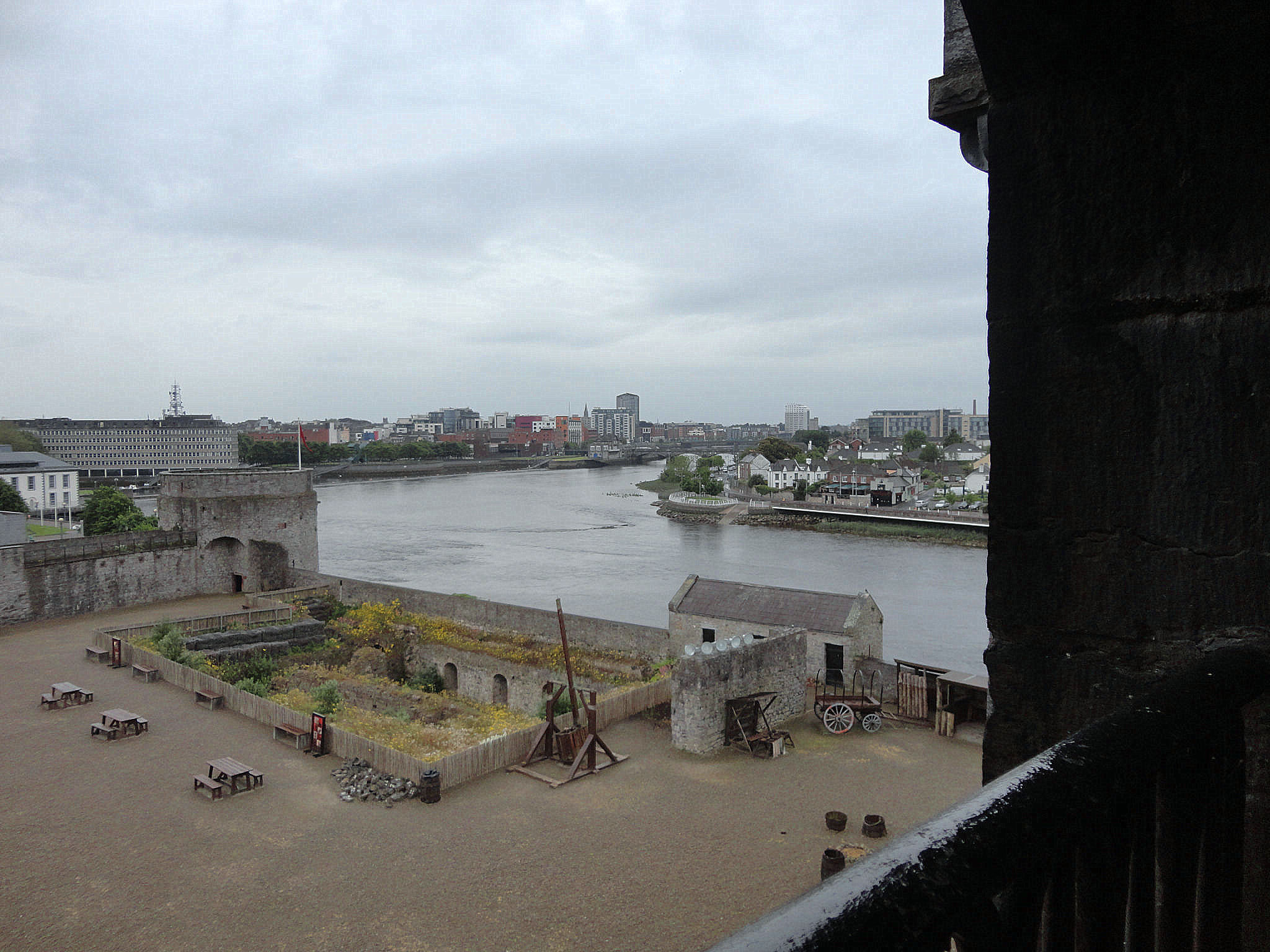
Château du Roi Jean, Limerick, juin 2012, vue depuis la tour

Depuis le haut des tours du château, on peut apercevoir les alentours de la ville de Limerick, le pont de Thomond reliant les deux rives du fleuve Shannon, la Pierre du Traité, ainsi que le Thomond Park Stadium. Tout autour du château se trouvent des maisons d’époque, et il est situé non loin du Limerick Museum, du Hunt Museum ainsi que de la Cathédrale Sainte-Marie (St Mary‘s Cathedral).

### Les travaux de rénovation
Entre 2011 et 2013, un important programme de restauration a été entrepris. S’élevant à environ 6 millions d’euros, il a consisté en la construction d’un nouvel espace d’accueil des visiteurs et d’exposition, élaboré à partir des vestiges archéologiques du château auxquels des technologies du XXIe siècle sont ajoutées. 